# Steve Blanchard
Steve Blanchard, pseudonimo di Steven Blanchard (Bryans Road, 4 dicembre 1958), è un attore e baritono statunitense, noto soprattutto come interprete di musical teatrali.

## Biografia
Steve Blanchard è nato e cresciuto a Baltimora e ha studiato all'Università del Maryland, College Park. Attivo sulle scene teatrali dagli anni ottanta, nel 1984 fu scelto come sostituto per il ruolo di Aramis nel musical I tre moschettieri a Broadway, ma lo show chiuse dopo una sola settimana e Blanchard non andò mai in scena. Tra il 1987 e il 1990 recitò nel tour statunitense del musical A Funny Thing Happened on the Way to the Forum. Fece il suo debutto a Broadway nel 1993 in un revival di Camelot, in cui interpretava il ruolo di Lancillotto. Due anni dopo interpretò Gaston nel musical La bella e la bestia a Broadway e due anni più tardi fu promosso al ruolo del protagonista maschile; Blanchard ha interpretato la Bestia per undici anni a Broadway e nel tour statunitense del musical fino al 2007.
Successivamente ha recitato in ruoli principali in numerose produzioni regionali di diversi musical, tra cui 42nd Street a Houston nel 2009, il capitano von Trapp in The Sound of Music a Fort Worth nel 2010, re Artù nel tour statunitense di Monty Python's Spamalot nel 2013, Frank Butler in Annie Get Your Gun a San Diego nel 2014, Joseph Pulitzer nella tournée statunitense di Newsies dal 2014 al 2016 e Sam in Mamma Mia! ad Oklahoma City nel 2018.

## Filmografia parziale

### Televisione
- Sentieri - serie TV, 3 episodi (1986-2005)
- Una vita da vivere - serie TV, 1 episodio (1987)
- Destini - serie TV, 1 episodio (1996)
- Squadra emergenza - serie TV, 1 episodio (2000)
- Law & Order - I due volti della giustizia - serie TV, 3 episodi (2001-2007)
- Ed - serie TV, 1 episodio (2003)
- Cupid - serie TV, 1 episodio (2009)
- The Good Fight - serie TV, 1 episodio (2018)
- Madam Secretary - serie TV, 1 episodio (2018)
- House of Cards - Gli intrighi del potere - serie TV, 1 episodio (2018)
- New Amsterdam - serie TV, 1 episodio (2020)
- Prodigal Son - serie TV, 1 episodio (2020)